# Dicliptera uribei
Dicliptera uribei är en akantusväxtart som beskrevs av Emery Clarence Leonard. Dicliptera uribei ingår i släktet Dicliptera och familjen akantusväxter. Inga underarter finns listade i Catalogue of Life.